# Fronta (datová struktura)

Znázornění fronty

Fronta je v programování abstraktní datový typ typu FIFO (z anglického First In, First Out, česky První dovnitř, první ven). Fronta používaná v operačních systémech pro meziprocesovou komunikaci je také nazývána roura (angl. pipe). Opakem fronty FIFO je zásobník (LIFO).

## Minimální implementace fronty
- inicializace fronty (create)
- vlož položku na konec fronty (enqueue)
- vyber položku ze začátku fronty s čekáním, pokud je fronta prázdná (dequeue)
- vyber položku ze začátku fronty bez čekání - doplňková funkce
- získání položky ze začátku bez jejího odebrání z fronty (peek) nebo (front) - doplňková funkce
- dotaz na prázdnost fronty (is_empty)

## Synchronizace
Fronta zpráv je synchronizační primitivum. Skládá se z fronty, do které se ukládají zprávy, funkce pro odeslání zprávy (která může blokovat při zaplnění fronty) a funkce pro přijetí zprávy, která blokuje proces, pokud zpráva není přítomna. Fronta může být pojmenovaná nebo může patřit konkrétnímu programu (a nikdo jiný z ní nesmí zprávy číst).
V praxi existuje obvykle i funkce zjišťující, zda je přítomna zpráva (bez čekání), ale pro funkci synchronizačního primitiva není potřebná.

## Složitost v závislosti na implementaci
Frontu lze implementovat (nejen) pomocí paměťového pole, kruhového pole a jednosměrného spojového seznamu. V těchto implementacích je pro všechny operace asymptotická složitost operací konstantní - mimo výběru položky v paměťovém poli. V tomto případě je asymptotická složitost O(n). Je totiž nutné všechny předchozí prvky posunout o jednu pozici doleva.